# Арбрисел
Арбрисел (фр. Arbrissel) насеље је и општина у северозападној Француској у региону Бретања, у департману Ил и Вилен која припада префектури Рен.
По подацима из 2011. године у општини је живело 284 становника, а густина насељености је износила 61,47 становника/km². Општина се простире на површини од 4,62 km². Налази се на средњој надморској висини од 75 метара (максималној 82 m, а минималној 52 m).

## Демографија
| 1962. | 1968. | 1975. | 1982. | 1990. | 1999. | 2011. |
| ----- | ----- | ----- | ----- | ----- | ----- | ----- |
| 205   | 219   | 234   | 232   | 223   | 237   | 284   |

График промене броја становника у току последњих година